# 베키 클루넌
리베카 "베키" 클루넌(영어: Rebecca "Becky" Cloonan, 1980년 6월 23일 ~ )은 미국의 만화가이자 일러스트레이터이다.